# Fridolin Anderwert
Pour les articles homonymes, voir Anderwert.
Fridolin Anderwert, né le 19 septembre 1828 à Frauenfeld (Suisse) et décédé le 25 décembre 1880 à Berne (Suisse), est un homme politique suisse, bourgeois de Emmishofen (Thurgovie) et conseiller fédéral de 1876 à 1880. 

## Jeunesse
Anderwert est issu d'une famille d'Emmishofen, ancien village intégré aujourd'hui dans la commune de Kreuzlingen. Son père, Johann Ludwig Anderwert (1802-1876), était un ancien membre du gouvernement de Thurgovie entre 1841 et 1849. 
Après des études à Tägerwilen, Frauenfeld et Constance, il partit étudier l'histoire et la philosophie à l'université de Leipzig. Il poursuivit par des études de droits à l'université de Heidelberg et à celle de Friedrich Wilhem de Berlin. 

## Carrière politique
Il était membre du Parti radical-démocratique. Il était anticlérical et prôna l'interdiction des jésuites.

## Fin tragique
Il se suicida par arme à feu le 25 décembre 1880, dans le parc bernois du Kleine Schanze, après avoir été élu Président de la Confédération. Ce suicide est l'issue tragique d'une campagne de presse dirigée contre sa personne en raison de son obésité et d'une rumeur selon laquelle il fréquenterait régulièrement des maisons closes. Il laissera une lettre d'adieu dont la seule phrase connue est « ils voulaient une victime, ils l'auront ».

## Départements
- 1876-1880 : Département de justice et police